# Virágos növények
A virágos vagy magvas növények (Spermatophyta, Anthophyta, Embryophyta siphogama) a szövetes növények (Tracheophyta) egyik nagy csoportja. Közös sajátosságuk a virág (flos) és a mag (semen) kialakulása. A Spermatophyta egyértelműen monofiletikus csoport, őseit az előnyitvatermők (Progymnospermae) körében kell keresnünk.
A lentebb fölsorolt törzseken kívül számos fosszíliát találtak, melyek további kihalt virágosnövény-csoportokra utalnak. A már kihalt magvaspáfrányok (Pteridospermae) az első sikeres szárazföldi növények közé tartoztak, a késő paleozoikum erdeiben uralkodó növények voltak. A perm időszak déli, Gondwana szuperkontinensén a Glossopteris nevű magvaspáfránycsoport volt a legelterjedtebb. A triász időszakra a magvaspáfrányok ökológiai fontossága lecsökkent a modern nyitvatermő csoportok  (fenyők, cikászok, páfrányfenyők) megjelenésével, melyek egészen a kréta időszak végéig uralkodtak, a zárvatermők felső kréta korban bekövetkező gyors térhódításáig. A késő paleozoikum másik, valószínűleg magvas növényei a Gigantopteridales csoport volt.
Első képviselőik, a nyitvatermők közé tartozó magvaspáfrányok (Pteridospermae) mintegy 300 millió éve jelentek meg bolygónkon.
A magyar botanikai szakirodalomban rokon értelmű kifejezés a „virágos növény” (Anthophyta) és a „magvas növény” (Spermatophyta). Ennek a szemléletmódnak az az alapja, hogy a mag minden esetben egy módosult levelekből álló, rövid szártagú, korlátolt növekedésű törpehajtáson fejlődik; annak levélfelületén vagy tengelyképletén. Ez a virág. E szemléletmód lényegében helyes, de más nézetek megkülönböztetik a virágos és a magvas növényeket. Így például az angolszász botanikai irodalom a virágos növényeken csak kimondottan a zárvatermőket érti, és a nyitvatermő növényeket nem nevezi virágosaknak. Ebben a rendszerben itt a virágos növények – lényegében a zárvatermők – csak a magvas növények egy csoportja. Mások a virág fogalmát kiterjesztik a nem magvas növények korlátolt növekedésű törpehajtásaira is. Ez is jogos, hisz a virág fönti definíciója alapján egyes korpafüvek és zsurlók spóratermő füzérei is virágnak tekinthetők annak ellenére, hogy bennük nem magok fejlődnek, hanem spórák.

## Belső viszonyok és nevezéktan
A virágos növényeket hagyományosan zárvatermőkre és nyitvatermőkre osztották fel, az utóbbiba a leplesmagvúak, cikászok, páfrányfenyők és a toboztermők csoportjait egyaránt beleértve. A korabeli morfológiai vizsgálatok szoros kapcsolatot mutattak ki a leplesmagvúak és a zárvatermők között, különösen az edénynyalábok vizsgálata során. A molekuláris (és egyes újabb morfológiai) kutatások és fosszília-vizsgálatok a nyitvatermők olyan kládját jelezték, melyben a leplesmagvúak a tűlevelűekhez közel, vagy azokon belül helyezkedtek el. Az egyik elterjedt elmélet, a gne-pine hypothesis (gnétum-fenyő hipotézis) ezt a kladogramot feltételezi:
|  | \| \| toboztermők \| \| \| \| \| \| leplesmagvúak \| \| \| \| |
|  |                                                               |
|  | egyéb tűlevelűek                                              |
|  |                                                               |
|  | toboztermők                                                   |
|  |                                                               |
|  | leplesmagvúak                                                 |
|  |                                                               |

|  | toboztermők   |
|  |               |
|  | leplesmagvúak |
|  |               |

|  | \| \| toboztermők \| \| \| \| \| \| leplesmagvúak \| \| \| \| |
|  |                                                               |
|  | egyéb tűlevelűek                                              |
|  |                                                               |
|  | toboztermők                                                   |
|  |                                                               |
|  | leplesmagvúak                                                 |
|  |                                                               |

|  | toboztermők   |
|  |               |
|  | leplesmagvúak |
|  |               |

Az egyes csoportok közti kapcsolatok nem tekinthetők tisztázottnak. Megnehezíti az elemzést, hogy a leplesmagvúaknak kevés, és egymástól távol élő recens faja van.
Egy hagyományos osztályozás szerint az összes virágos növény egy törzsbe sorolandó, az öt alcsoport pedig egy-egy osztálynak felel meg:
- Spermatophyta törzs
  - Cycadopsida, a cikászok
  - Ginkgoopsida, a páfrányfenyők
  - Pinopsida, a tűlevelűek, („Coniferopsida”)
  - Gnetopsida, a leplesmagvúak
  - Magnoliopsida, azaz zárvatermők vagy Angiospermopsida

Egy korszerűbb osztályozás ezeket a csoportokat külön törzsként kezeli (néha a Spermatophyta főtörzs alá sorolva):
- Cycadophyta, a cikászok
- Ginkgophyta, a páfrányfenyők
- Pinophyta, a tűlevelűek
- Gnetophyta, a leplesmagvúak
- Magnoliophyta, a zárvatermők

## Fordítás
- Ez a szócikk részben vagy egészben a Spermatophyte című angol Wikipédia-szócikk ezen változatának fordításán alapul.  Az eredeti cikk szerkesztőit annak laptörténete sorolja fel. Ez a jelzés csupán a megfogalmazás eredetét és a szerzői jogokat jelzi, nem szolgál a cikkben szereplő információk forrásmegjelöléseként.